# 焦用
焦用，蒙古帝国将领，金朝雄州人。
他是北宋将领焦赞的后裔，在金朝由束鹿县令升为千户，守雄州北门。在成吉思汗铁木真攻打雄州时，雄州人开门降蒙古，焦用依然力战，被活捉，后成吉思汗将他释放，恢复旧官。让他徇地山东。六十二岁去世。追封恒山郡公，谥正毅。其子焦德裕。